# Chlorurus enneacanthus
Chlorurus enneacanthus là một loài cá biển thuộc chi Chlorurus trong họ Cá mó. Loài này được mô tả lần đầu tiên vào năm 1802.

## Từ nguyên
Từ định danh của chi được ghép bởi hai từ trong tiếng Hy Lạp cổ đại: ennéa (ἐννέα, "chín") và ákantha (ἄκανθα, "gai, ngạnh"), hàm ý đề cập đến 9 gai ở vây lưng và vây hậu môn.

## Phạm vi phân bố và môi trường sống
C. enneacanthus có phạm vi phân bố rải rác trên khắp Ấn Độ Dương. Loài này được biết đến tại những vị trí sau, bao gồm: bờ biển Đông Phi (Kenya đến Mozambique); Seychelles, Réunion và Mauritius; Sri Lanka; Maldives và quần đảo Chagos; phía bắc đảo Sumatra (Indonesia); quần đảo Cocos (Keeling) và đảo Giáng Sinh (Úc).
C. enneacanthus sống gần các rạn san hô viền bờ, thường bắt gặp ở những khu vực có nền đáy đá vụn và san hô chết, độ sâu đến ít nhất là 30 m.

## Mô tả
C. enneacanthus có chiều dài cơ thể tối đa được biết đến là 50 cm. Thân thuôn dài, hình bầu dục. Cá trưởng thành có màu xanh lục lam. C. enneacanthus là một loài chị em với Chlorurus frontalis.
Số gai vây lưng: 9; Số tia vây ở vây lưng: 10; Số gai vây hậu môn: 3; Số tia vây ở vây hậu môn: 9.

## Sinh thái học
Thức ăn của C. enneacanthus là tảo. Loài này có xu hướng hợp thành từng nhóm nhỏ. C. enneacanthus được đánh bắt làm thực phẩm bằng phương pháp thủ công.